# Kang Juan
Kang Juan (ur. 15 lipca 1995) – chińska zapaśniczka walcząca w stylu wolnym. Trzecia w Pucharze Świata w 2019 roku.